# Jarmila Šuláková
Jarmila Šuláková, provdaná Schmidtová, (27. června 1929 Vsetín – 11. února 2017 Vsetín) byla významná moravská folklorní zpěvačka z Valašska. Patřila k nejvýznamnějším představitelkám lidového zpěvu v České republice, hlavně na Moravě a na Valašsku, občas je přezdívaná „valašskou královnou lidové písně“.

## Život

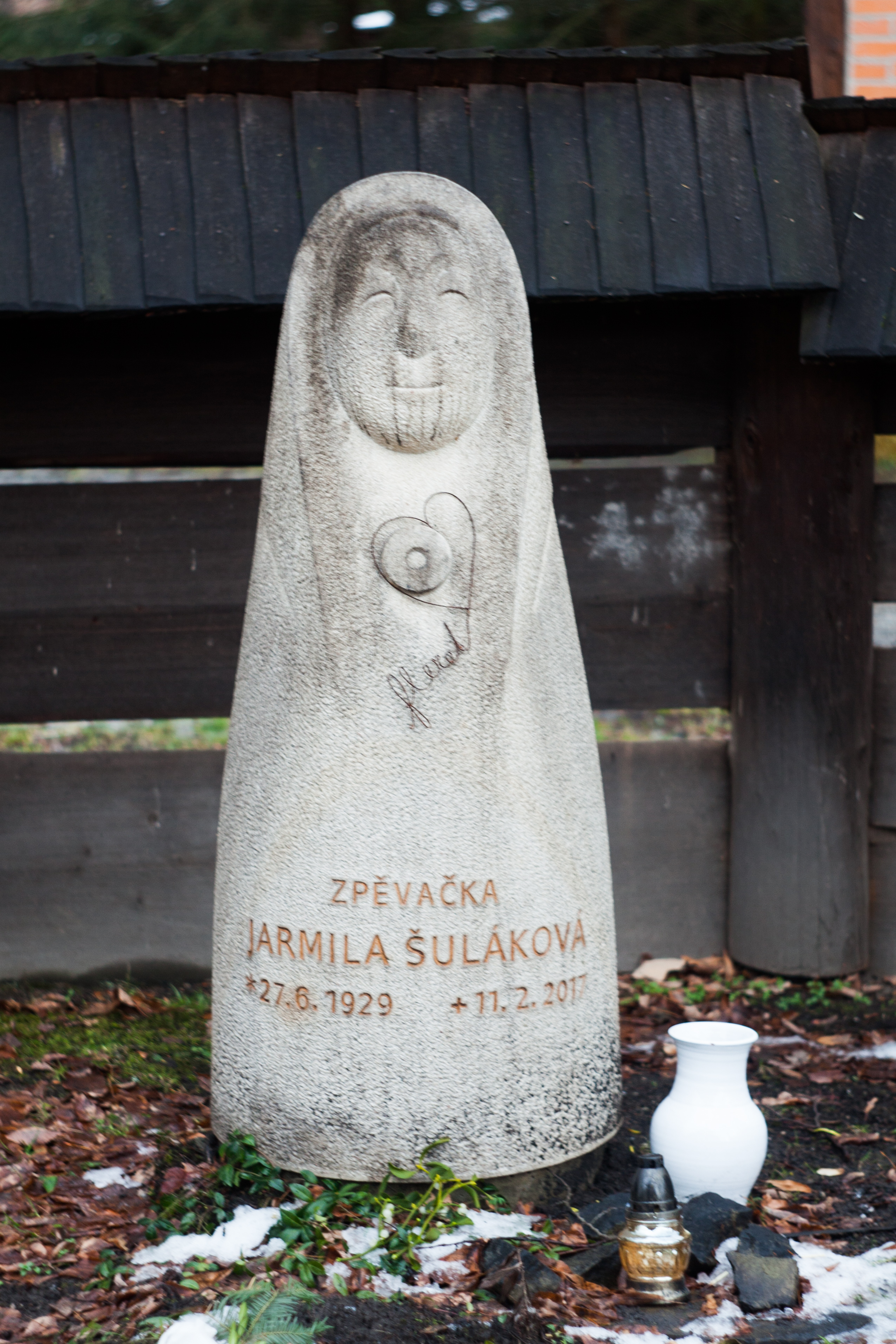
Pamětní deska Jarmily Šulákové na Valašském Slavíně

Narodila se v umělecké rodině, její matka byla herečkou, tanečnicí a zpěvačkou, otec muzikant. Vyučila se švadlenou, toto povolání však nebylo jejím osudem. V roce 1950 nastoupila jako prodavačka do vsetínské prodejny Supraphonu, kde setrvala až do odchodu do důchodu v roce 1985. Provdala se za houslistu Ludvíka Schmidta, který jí byl podle jejího vyjádření i významným učitelem.
Prvopočátky zpívání Jarmily Šulákové byly spojeny s jejím rodným Vsetínem. Výborným pěveckým fondem vládla Jarmilina maminka Blažena Šuláková, ve šlépějích rodinného zpívání kráčí dodnes dcera Zuzana Šuláková. Poválečná doba konce let čtyřicátých byla ve znamení činorodosti nově vznikajících (folklorních) souborů, z nichž Veselí hoši, Kyčera, Vsacká Pětka a Vsacan patřily k jejím prvním doprovodným partnerům. První pěvecké krůčky valašské stálice provázely a formovaly osobnosti, jakými byli vsetínští muzikanti Antonín Sousedík, Rudolf Duda, Josef Michálek či lidový vypravěč Alois Cepek. V této době poznala Jarmila i další osobnosti, které ji později provázely v důležitých údobích jejího uměleckého a osobního života: kamarádku Zdeňku Straškrabovou, celoživotního pěveckého druha Josefa Lažu, ale i svého budoucího manžela, houslistu a lidového skladatele Ludvíka Schmidta. Ve výše jmenovaných vsetínských kapelách v té době působil i cimbalista a Jarmilin pozdější celoživotní folklorní souputník Jan Rokyta. V plynutí své pěvecké dráhy spolupracovala Jarmila také s valašskými cimbálovými muzikami Jasénka a Kašava.
V roce 1952 se Jarmila Šuláková stala sólistkou Brněnského rozhlasového orchestru lidových nástrojů (BROLN), s nímž natočila přes 600 rozhlasových snímků a absolvovala stovky po celém světě. V dlouholeté a nadmíru plodné spolupráci s profesionálním rozhlasovým tělesem byli Jarmile erudovanými inspirátory a partnery jeho dramaturgové a hudební upravovatelé Jaroslav Jurášek, Jaromír Nečas, Emanuel Kuksa, Alois Fiala, Jaromír Dadák, Jaroslav Jakubíček, František  Dobrovolný a Radek Zapletal. Z primášů orchestru pak nelze nevzpomenout na Bohumila Smejkala, Bohdana Warchala, Zdeňka Nečesánka a Jindřicha  Hovorku. V souladu s dramaturgickým posláním BROLN propůjčila Jarmila Šuláková svůj hlas nejen písním z jejího rodného Valašska, ale i ze Slovácka, Slovenska, ba dokonce z Rumunska či Albánie. Spolupráce zpěvačky a rozhlasového tělesa trvala až do roku 1993 a čítala nejen desítky zahraničních zájezdů, ale i stovky veřejných vystoupení, během kterých Jarmila poznala své – dnes již legendární – kolegy zpěváky a kamarády Boženu Šebetovskou, Vlastu Grycovou, Máriu Mačoškovou, Jožku Severina či Dušana Holého a Luboše Holého.
V letech šedesátých vznikla několik desetiletí trvající a z hlediska rozhlasově-uměleckého stěžejní spolupráce Jarmily Šulákové s Československým rozhlasem Ostrava a jejím pozdějším rozhlasovým tělesem Cimbálovou muzikou TECHNIK Ostrava s uměleckým vedoucím Janem Rokytou. Důležitým iniciačním impulsem této spolupráce byl prozřetelný dramaturgický počin hudebního redaktora Dr. Ivo Stolaříka, který už v roce 1949 pozval zpěvačku do svého hudebního cyklu „Zpěvem k srdci“. V rámci čtvrt století trvající folklorní prvovýroby období let 1971–1995  natočila Jarmila Šuláková v Ostravě všechny obecně známé valašské lidové písně, ať už s podbarvením cimbálu či za doprovodu výše zmíněné ostravské cimbálové muziky. Erudovanou selekcí několika stovek nahrávek vznikl takzvaný Zlatý rozhlasový fond Jarmily Šulákové, který čítá všechny slovíčkem „nej“ opředené snímky, od vyložených folklorních hitů typu „Nasela si žitečka“, „A vy páni muziganti“ či „Okolo Súče“, přes valašské taneční populáry (s Josefem Lažou), až po velice vzácné poetické tituly, například halekačky z Velkých Karlovic a Nového Hrozenkova, písně z odkazu Anny Kutějové z Jasenné či z rodinného odkazu Jarmiliny stařenky Františky Matoškové ze Lhoty u Vsetína. K pěveckému repertoáru Jarmily Šulákové patří i celá řada baladických nápěvů vyšší aranžérské stylizace, z nichž se stereofonní kompozice „Bude vojna, bude“ stala v roce 1978 absolutním vítězem prestižní mezinárodní rozhlasové soutěže Grand Prix Svetozára Stračinu v Bratislavě.
V polovině let devadesátých se započala spolupráce Jarmily Šulákové s valašskou folkrockovou skupinou Fleret a jejím uměleckým vedoucím Zdeňkem Hrachovým. Spojení tradičního folklorního zpěvu s folkrockovým instrumentálním doprovodem bylo symbolem nového hudebního rozměru, který si získal srdce a posluchačskou pozornost nefolklorní obce po celé České republice i na Slovensku. Kromě rockových úprav lidových nápěvů nelze nevzpomenout novodobý hit v lidovém duchu „Ovečky zaběhnuté“.  Významná spolupráce, trvající až do ukončení aktivní pěvecké kariéry Jarmily Šulákové v roce 2011, splnila důležitou úlohu šíření pěveckého odkazu valašské zpěvačky mezi širokou veřejností a byla důstojným završením jejího uměleckého života.
Nahrávky Jarmily Šulákové byly publikovány na celé řadě zvukových nosičů i digitálně (Spotify, Deezer, GooglePlay, Amazon atd.). Na některých nahrávkách zpívá Jarmila i se svou matkou Blaženou Šulákovou a dcerou Zuzanou Šulákovou. V roce 1955 si přivezla ze Světového festivalu mládeže a studentstva bronzovou a v roce 1957 stříbrnou cenu. V roce 1979 jí byl udělen titul zasloužilá umělkyně, v roce 1989 národní umělkyně.
Zemřela ve vsetínské nemocnici 11. února 2017 ve věku 87 let. Město Vsetín rozhodlo počátkem března téhož roku o udělení Zvláštní ceny města Vsetína in memoriam. Dne 28. října 2017 jí byla z rukou českého prezidenta Miloše Zemana udělena medaile Za zásluhy (in memoriam; převzala dcera Zuzana Pavlůsková).

## Diskografie
- 1979, Jarmila Šuláková (LP, Supraphon, 1117 2549 G)
- 1993, A vy páni muziganti (CD/MC, Supraphon)
- 1995, Fleret & Jarmila Šuláková
- 1996, Valaši, Valaši (CD, W-MUSIC)
- 2000, Tož ščasné a veselé (CD, Multisonic)
- 2001, Okolo Súče
- 2002, A ja taká dzivočka (Český rozhlas)
- 2008, Cesty a návraty (2CD, Stylton)
- 2009, Až zavřu dvéří
- 2013, Karpatský epilog (2CD, Ragtime)
- 2014, My zme Valaši (CD, Indies Happy Trails)
- 2014, Kyčera, Kyčera (CD, Galén)
- 2015, Pěsničky z Jasenné (CD, Indies Happy Trails)
- 2015, Jak si nemám zazpívat
- 2016, Legendy (2CD, Indies Happy Trails)
- 2017, Jarmila Šuláková /1929-2017 (2CD, Indies Happy Trails)

## Filmografie
- 1954 – Ještě svatba nebyla (režie Jaroslav Mach; Šuláková vystupuje jako zpěvačka)
- 1984 – Všichni mají talent (režie Zdeněk Flídr; herecká role stařenky Jařabové)